# Aspergillus aureolatus
Aspergillus aureolatus är en svampart som beskrevs av Munt.-Cvetk. & Bata 1964. Aspergillus aureolatus ingår i släktet Aspergillus och familjen Trichocomaceae.   Inga underarter finns listade i Catalogue of Life.